# Mária Môťovská
Mária Môťovská (* 15. února 1995 Bratislava) je slovenská filmová producentka působící v České republice, na Slovensku a v Norsku. Zaměřuje se především na animovaný film, ale působí i při produkci hrané tvorby. Dlouhodobě spolupracuje se společnostmi Maurfilm a Heliumfilm. Její film, Dcera (2019), získal cenu Magnesii za nejlepší studentský film (studentského Oscara), také byl nominován i na cenu akademie za nejlepší krátkometrážní animovaný film. Její další filmy, Rudé boty (2021) a Plevel (2024) byl uveden na mezinárodním filmovém festivalu v Cannes.

## Život
Po absolvování bakalářského studia filmové produkce na Univerzitě Tomáše Bati ve Zlíně započala roku 2017 své magisterské studium na katedře produkce pražské FAMU. Animace ji vždy fascinovala, a proto se již během studií začala věnovat produkci animované tvorby pod záštitou společnosti Maurfilm. V současnosti[kdy?] žije v Norsku.[zdroj?]

## Profesní kariéra
Mezi první filmy, na kterých se podílela, patří krátkometrážní animované snímky, častokrát zahraniční koprodukce. Při česko-rumunském surrealistickém filmu Ceva (2018) figurovala jako asistentka společnosti Maurfilm. Poté se již přesunula do role asistenta vedoucího produkce, například na celovečerní evropské koprodukce Fany a pes (2019), která líčí z pohledu dítěte průběh relativně pokojné revoluce v Lipsku na podzim roku 1989.
Velký úspěch přinesl studentský film Dcera (2019) režisérky Darii Kascheevy, který na 27. ročníku Českých lvů získal cenu Magnesii za nejlepší studentský film. Snímek se těšil také významné zahraniční pozornosti, když si vysloužil Cenu poroty pro krátkometrážní film za nejlepší animaci na filmovém festuvalu v Sundance a také nominaci na Ceny akademie za nejlepší krátkometrážní animovaný film. Nominaci sice film neproměnil, ale zato si Dcera vysloužila studentského Oscara a navázala tak na úspěch filmu Ropáci (1988) Jana Svěráka, který Americká filmová akademie ocenila v roce 1989. Mária byla součástí delegace, která se zúčastnila slavnostního předávání 92. ročníku udílení Oscarů.
Dcera byla spolu s dvěma dalšími loutkovými filmy Betonová džungle (2019) a Noctuelle (2019) součástí projektu Trojhlas, který vedla spolu se Zuzanou Roháčovou. Oba projekty navíc zaštiťovala také jako vedoucí producentka. Na Trojhlas plynule navázala projektem Čtyřhlas, ve kterém spolu s kolegy z Maurfilmu opět spojovala animované filmy tvůrců napříč českými filmovými univerzitami.
Dalšímu věhlasu v zahraničí se těšil také animovaný film Rudé boty (2021) režisérky Anny Podskalské, na kterém se opět produkčně podílela. Hororový příběh inspirovaný lidovou slovesností byl uveden na mezinárodním filmovém festivalu v Cannes v sekci Cinéfondation.
Mimo animovanou tvorbu ale produkčně zaštiťovala také hrané tituly. Roku 2019 produkovala dva studentské filmy z dílny FAMU, Dezertér a Aparát cti. Během let 2019 až 2021, kdy působila jako zástupce vedoucího výroby v České televizi, se producentsky podílela na vinařském cestopisu Krajinou vína (2022) anebo na prvním webseriálu České televize, TBH (2022). Mezi jinými byla také poradcem při výrobě dokumentárního filmu Tomáše Vynikala Kamarádi v ghettu (2022).
Roku 2017 začala úzce spolupracovat se společností Heliumfilm Barbory Bajgarové a Pavly Klimešové, která se soustředí na animovanou, hranou i dokumentární tvorbu. Od roku 2022 je spolumajitelkou této společnosti. Téhož roku založila spolu s Filipem Kršiakem Young Film Fest, mezinárodní filmový festival pro děti a mládež, na kterém také figuruje jako koordinátorka programu pro mládež.

## Filmografie

### Kreativní produkce
- 2018: Ceva (krátký film)
- 2019: Dcera (krátký film)
- 2019: Betonová džungle (krátký film)
- 2019: Noctuelle (krátký film)
- 2019: Aparát cti (krátký film)
- 2019: Dezertér (krátký film)

### Asistentka produkce
- 2019: Fany a pes
- 2021: Přes hranici (krátký film)
- 2022: TBH (seriál)

### Výkonná produkce
- 2021: Rudé boty (krátký film)
- 2021: Whatman (krátký film)
- 2022: Máma má vždycky pravdu (krátký film)
- 2022: Krajinou vína